# Gloucestershire
Gloucestershire (IPA: /ˈɡlɒstərʃər/,  hallgat) megye Délnyugat-Angliában. Felöleli a Cotswold hegység egy részét, a Severn folyó termékeny sík völgyének egy részét és a teljes Deani erdőt. 
Központja Gloucester, más nagy városai: Cheltenham, Stroud, Cirencester és Tewkesbury.
Ceremoniális megyeként a walesi Gwent megyével határos, Angliában pedig Herefordshire, Oxfordshire, Worcestershire, Warwickshire, Somerset és Wiltshire megyékkel (beleértve Swindont is).

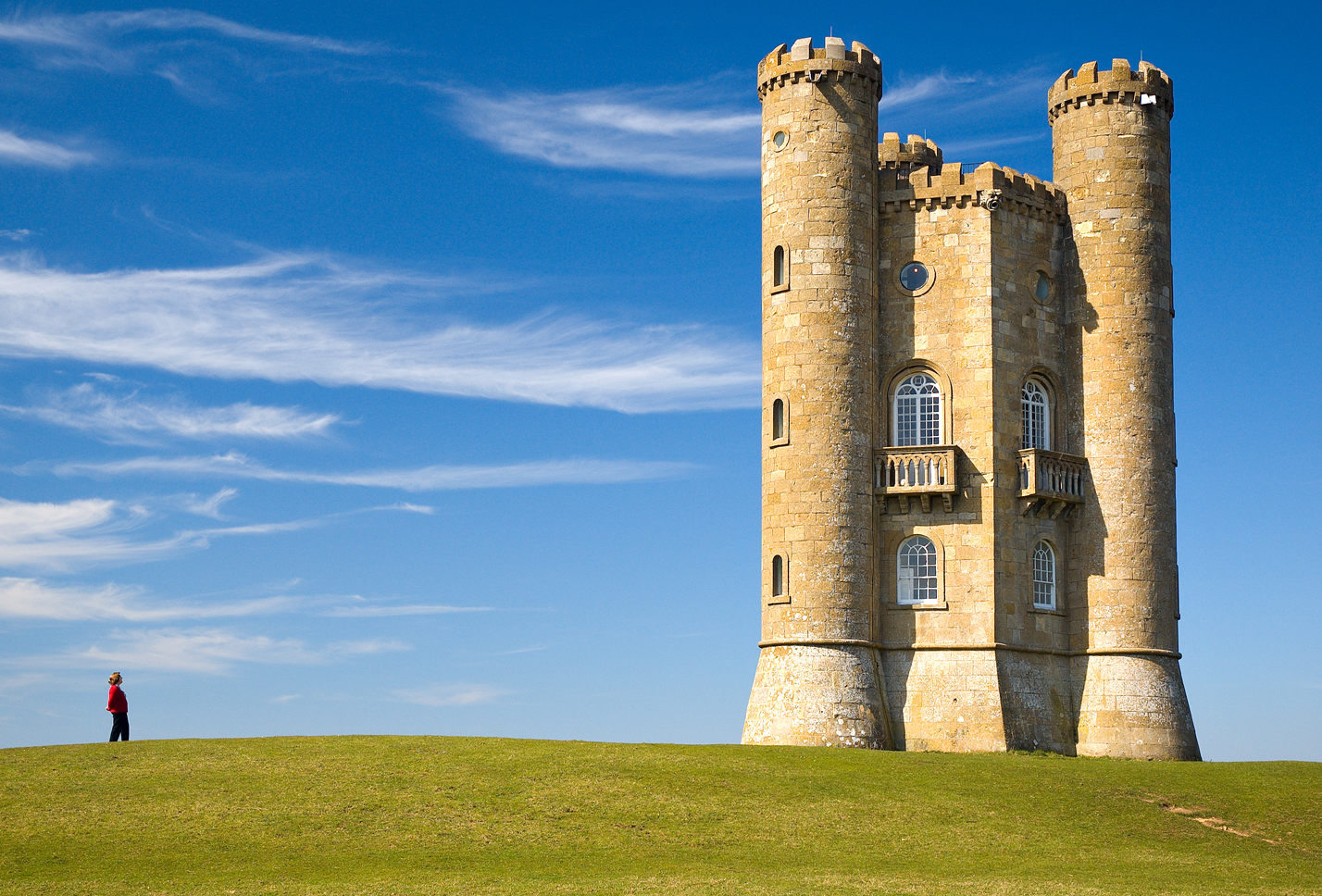
Broadway Tower, Cotswoldsban